# Gola Konneh District
Gola Konneh är ett distrikt i Liberia.   Det ligger i regionen Grand Cape Mount County, i den västra delen av landet, 100 km norr om huvudstaden Monrovia.